# U-19-Fußball-Europameisterschaft 2013
Die Endrunde der 29. U-19-Europameisterschaft fand vom 20. Juli bis 1. August 2013 in Litauen statt.

## Qualifikation
Die Qualifikation zu dem Turnier fand in zwei Stufen statt. Auf die erste Qualifikationsrunde folgte eine zweite, Eliterunde genannte, Runde. Litauen war als Gastgeber direkt qualifiziert.

### Erste Qualifikationsrunde
Die erste Qualifikationsrunde wurde zwischen dem 26. September 2012 und dem 26. November 2012 ausgetragen. Zwölf Gruppen mit je vier Mannschaften spielten im Turniermodus untereinander die Platzierungen aus, d. h. jede Mannschaft spielte nur einmal gegen die drei anderen. Jede Gruppe spielte ihre sechs Gruppenspiele innerhalb weniger Tage aus, wobei eines der beteiligten Länder als Gastgeber fungierte. Die Gruppensieger und -zweiten sowie der beste Gruppendritte qualifizierten sich für die Eliterunde.
Die deutsche Mannschaft spielte in Gruppe 5. Die Spiele wurden in Luxemburg gegen das dortige Nationalteam sowie gegen Mazedonien und Irland ausgetragen. Nach deutlichen Siegen gegen Mazedonien (5:0) und Luxemburg (5:0) wurde gegen Irland der Vorsprung von zwei Toren verspielt und das Spiel endete 2:2. Dies genügte dennoch für den Gruppensieg.
Die österreichische Mannschaft spielte in Gruppe 12 in Ungarn, die souverän mit drei Siegen gegen Andorra (9:0), Bulgarien (2:1) und die Gastgeber (2:1) gewonnen wurde.
Die Schweizer Mannschaft spielte in Gruppe 9, die ihre Spiele in Schottland austrug. Nach einem 0:0-Unentschieden gegen Rumänien konnten nur jeweils ein 4:0-Sieg gegen Armenien und eine 3:4-Niederlage gegen die Gastgeber erzielt werden. Damit wurde der zweite Platz hinter Gruppensieger Schottland erreicht, was für den Einzug in die Eliterunde genügte.

### Eliterunde
Die Eliterunde wurde Ende Mai und Anfang Juni 2013 nach ähnlichen Modus in Vierergruppen ausgetragen, wobei wiederum eine Mannschaft Gastgeber war. Die sieben Gruppensieger qualifizierten sich für die Teilnahme an der Endrunde.
Die deutsche Mannschaft spielte in Norwegen in Gruppe 5. Nach einem 3:1-Sieg gegen Zypern kamen zwei Niederlagen gegen Norwegen (1:3) und die Niederlande (0:1), was nur für den dritten Platz reichte. Die Niederlande qualifizierten sich für die Endrunde.
Österreich spielte als Gastgeber in Gruppe 1. Nach zwei überzeugenden Siegen gegen Bosnien-Herzegowina (6:0) und Schweden (3:0) kam es zu einem Endspiel gegen Frankreich, das auch zwei Spiele gewonnen hatte. Aufgrund der besseren Tordifferenz hätte bereits ein Unentschieden für den Aufstieg der Österreicher gereicht. Die Franzosen gewannen das Spiel jedoch mit 1:0 und qualifizierten sich somit für die Endrunde.
Die Schweiz endete punktgleich mit Gastgeber Serbien und Slowakei in Gruppe 2, als jede von diesen Mannschaften 4 Punkte erzielte. Die Schweizer spielten Unentschieden gegen Irland (2:2), dann folgte einen Sieg gegen Serbien (1:0) und eine Niederlage gegen die Slowakei (0:2). Wegen der schlechteren Tordifferenz kam die Schweiz auf den zweiten Platz hinter Gruppensieger Serbien.

## Teilnehmer
Gastgeber Litauen war als einzige Mannschaft automatisch für die Endrunde gesetzt. Somit gab es sieben weitere Plätze, die an die sieben Gruppensieger der Eliterunde vergeben wurden. Folgende Mannschaften hatten sich qualifiziert (Qualifikationsweg in Klammern):
| - Litauen (Gastgeber) - Frankreich (Elitegruppe 1) - Serbien (Elitegruppe 2) - Portugal (Elitegruppe 3) | - Spanien (Elitegruppe 4) - Niederlande (Elitegruppe 5) - Georgien (Elitegruppe 6) - Türkei (Elitegruppe 7) |

## Austragungsorte
Die Endrundenspiele wurden in drei Städten ausgetragen, in Alytus (Alytus Stadion), Kaunas (S.Dariaus-und-S.Girėno-Stadion), sowie in Marijampolė (Sūduva-Stadion).

## Vorrunde
Die Vorrunde wurde in zwei Gruppen mit jeweils vier Teams ausgetragen. Die zwei Gruppensieger und Zweitplatzierten qualifizierten sich für das Halbfinale. Bei Punktgleichheit entschied zuerst der direkte Vergleich und danach die Tordifferenz über die Rangfolge.

### Gruppe A
| Pl. | Land        | Sp. | S | U | N | Tore    | Diff. | Punkte |
| --- | ----------- | --- | - | - | - | ------- | ----- | ------ |
| 1.  | Spanien     | 3   | 3 | 0 | 0 | 006:200 | +4    | 09     |
| 2.  | Portugal    | 3   | 2 | 0 | 1 | 008:400 | +4    | 06     |
| 3.  | Niederlande | 3   | 1 | 0 | 2 | 006:900 | −3    | 03     |
| 4.  | Litauen     | 3   | 0 | 0 | 3 | 004:900 | −5    | 0      |

|                                                                 |   |             |           |
| Sa., 20. Juli 2013 um 18:30 Uhr in Kaunas (17:30 Uhr MESZ)      |   |             |           |
| Litauen                                                         | – | Niederlande | 2:3 (1:2) |
| Sa., 20. Juli 2013 um 21:15 Uhr in Marijampolė (20:15 Uhr MESZ) |   |             |           |
| Spanien                                                         | – | Portugal    | 1:0 (1:0) |
| Di., 23. Juli 2013 um 16:30 Uhr in Alytus (15:30 Uhr MESZ)      |   |             |           |
| Niederlande                                                     | – | Portugal    | 1:4 (0:1) |
| Di., 23. Juli 2013 um 18:30 Uhr in Kaunas (17:30 Uhr MESZ)      |   |             |           |
| Litauen                                                         | – | Spanien     | 0:2 (0:1) |
| Fr., 26. Juli 2013 um 21:00 Uhr in Alytus (20:00 Uhr MESZ)      |   |             |           |
| Niederlande                                                     | – | Spanien     | 2:3 (1:0) |
| Fr., 26. Juli 2013 um 21:00 Uhr in Kaunas (20:00 Uhr MESZ)      |   |             |           |
| Portugal                                                        | – | Litauen     | 4:2 (2:0) |

### Gruppe B
| Pl. | Land       | Sp. | S | U | N | Tore    | Diff. | Punkte |
| --- | ---------- | --- | - | - | - | ------- | ----- | ------ |
| 1.  | Serbien    | 3   | 2 | 1 | 0 | 004:200 | +2    | 07     |
| 2.  | Frankreich | 3   | 1 | 2 | 0 | 003:200 | +1    | 05     |
| 3.  | Türkei     | 3   | 1 | 0 | 2 | 006:600 | ±0    | 03     |
| 4.  | Georgien   | 3   | 0 | 1 | 2 | 002:500 | −3    | 01     |

|                                                                 |   |            |           |
| Sa., 20. Juli 2013 um 17:00 Uhr in Marijampolė (16:00 Uhr MESZ) |   |            |           |
| Serbien                                                         | – | Türkei     | 2:1 (1:0) |
| Sa., 20. Juli 2013 um 19:00 Uhr in Alytus (18:00 Uhr MESZ)      |   |            |           |
| Georgien                                                        | – | Frankreich | 0:0       |
| Di., 23. Juli 2013 um 18:30 Uhr in Marijampolė (17:30 Uhr MESZ) |   |            |           |
| Serbien                                                         | – | Georgien   | 1:0 (0:0) |
| Di., 23. Juli 2013 um 20:45 Uhr in Alytus (19:45 Uhr MESZ)      |   |            |           |
| Türkei                                                          | – | Frankreich | 1:2 (0:1) |
| Fr., 26. Juli 2013 um 16:30 Uhr in Kaunas (15:30 Uhr MESZ)      |   |            |           |
| Frankreich                                                      | – | Serbien    | 1:1 (1:0) |
| Fr., 26. Juli 2013 um 16:30 Uhr in Marijampolė (15:30 Uhr MESZ) |   |            |           |
| Türkei                                                          | – | Georgien   | 4:2 (2:1) |

## Finalrunde

### Halbfinale
|                                                            |   |            |                                 |
| Mo., 29. Juli 2013 um 16:30 Uhr in Alytus (15:30 Uhr MESZ) |   |            |                                 |
| Serbien                                                    | – | Portugal   | 2:2 n. V. (2:2, 1:0), 3:2 i. E. |
| Mo., 29. Juli 2013 um 21:00 Uhr in Kaunas (20:00 Uhr MESZ) |   |            |                                 |
| Spanien                                                    | – | Frankreich | 1:2 n. V. (1:1, 1:1)            |

### Finale
|                                                                  |   |         |           |
| Do., 1. August 2013 um 21:45 Uhr in Marijampolė (20:45 Uhr MESZ) |   |         |           |
| Frankreich                                                       | – | Serbien | 0:1 (0:0) |

## Beste Torschützen
| Rang | Spieler          | Tore |
| ---- | ---------------- | ---- |
| 1    | Anass Achahbar   | 3    |
|      | Alexandre Guedes | 3    |
|      | Gratas Sirgėdas  | 3    |
| 4    | Yassine Benzia   | 2    |
|      | Okan Deniz       | 2    |
|      | Iker Hernández   | 2    |
|      | Adrien Hunou     | 2    |
|      | Andrija Luković  | 2    |
|      | Recep Niyaz      | 2    |
|      | Sandro Ramírez   | 2    |
|      | Rai Vloet        | 2    |

Hinzu kamen weitere 21 Spieler mit je einem Treffer und ein Eigentor des Litauers Petrauskas im Gruppenspiel gegen Portugal.
Torschützenkönig des Gesamtwettbewerbs (einschließlich Qualif.) wurde der Niederländer Achahbar mit insgesamt 9 Toren.

## Schiedsrichter
| Schiedsrichter       | Jahrgang | Assistenten       | Jahrgang | Vierte Offizielle | Jahrgang |
| -------------------- | -------- | ----------------- | -------- | ----------------- | -------- |
| Emir Alečković       | 1979     | Dermot Broughton  | 1985     | Gediminas Mažeika | 1978     |
| Orel Grinfeld        | 1981     | Mubariz Hashimov  | 1981     | Sergejus Slyva    | 1980     |
| Aljaksej Kulbakou    | 1979     | Michael Karsiotis | 1979     |                   |          |
| Michael Oliver       | 1985     | Stelios Nikita    | 1975     |                   |          |
| Martin Strömbergsson | 1977     | Derya Oğuz        | 1975     |                   |          |
| Felix Zwayer         | 1981     | Leif Erik Opland  | 1980     |                   |          |
|                      |          | Nikola Razić      | 1979     |                   |          |
|                      |          | Mitchell Scerri   | 1982     |                   |          |